# Артёмовка (Жердевский район)
Артёмовка — упразднённое село в Жердевском районе Тамбовской области России. Входило в Пичаевский сельсовет. Исключено из учётных данных в 2017 году.

## География
Село находилось в южной части Тамбовской области, в лесостепной зоне, в пределах Окско-Донской низменной равнины, на правом берегу ручья Дубового, на расстоянии примерно 26 километров (по прямой) к западу от города Жердевки, административного центра района. 

### Климат
Климат умеренно континентальный, относительно сухой, с холодной продолжительной зимой и тёплым летом. Средняя температура воздуха самого холодного месяца (января) — −11,5 — −10,5 °C (абсолютный минимум — −39 °C); самого тёплого месяца (июля) — 19,5 — 20,5 °C (абсолютный максимум — 40 °С). Продолжительность периода с положительной температурой выше 10 °C составляет 141—154 дня. Среднегодовое количество атмосферных осадков составляет около 400—475 мм. Продолжительность залегания снежного покрова составляет в среднем 135 дней.

## Население
| 2010 |
| ---- |
| 0    |

Согласно результатам переписи 2002 года,население отсутствовало..